# Zhao Xucheng
Zhao Xucheng (chinois simplifié : 赵绪成 ; traditionnel 趙緒成) né en janvier 1943 à Pei, dans la province du Jiangsu, est un peintre chinois renommé, très prisé en Chine[réf. nécessaire] pour ses représentations des Apsâras volantes. Il est devenu un des maîtres contemporains de la peinture traditionnelle chinoise[non neutre].

## Biographie
Né dans le district de Pei, préfecture de Xuzhou, province du Jiangsu[réf. nécessaire], il est diplômé de l’université normale de Nankin, département des beaux-arts.
Il s'est fait connaître par des tableaux comme Les apsaras (飛天, Feitian), Sans titre (Wu Ti), La peinture de la prospérité de la dynastie Tang (Da Tang Yin Yun Tu) qui ont reçu des prix d'excellence à l'Exposition nationale d'art[réf. nécessaire].
Il est l'illustrateur du livre de Hua Shiming, Wu Cheng'en At Yuntai Mountain. Stories About the Ancient Chinese Literary and Art Figures, publié chez Morning Glory Press en 1986.
Ses œuvres ont été présentées dans diverses expositions,,, à la fois en Chine et à l'étranger. Elles ont fait l'objet de catalogues comme Les collections de peintures de Zhao Xucheng (éditeur?), et Les collections de calligraphie de Zhao Xucheng (éditeur?).
En 2012, le montant des ventes de ses tableaux dépassait six millions de dollars.
Zhao Xucheng est président de l'association des calligraphes de Chine et de l'association des artistes de Chine. Il est directeur honoraire à vie de l'institut de peinture chinoise traditionnelle du Jiangsu.
Membre du Comité Permanent de la section du Jiangsu du parti communiste, il reçoit chaque année une compensation spéciale de la part du gouvernement en appréciation de sa contribution dans le domaine de l’art[réf. nécessaire].